# David St. James
David St. James (* 4. September 1947 in Honolulu, Hawaii als David Francis Jones) ist ein US-amerikanischer Filmschauspieler.

## Leben
Er machte seine Ausbildung an der University of Georgia. Ab Anfang der 1990er Jahre wurde er als Film- und Fernsehschauspieler aktiv. Er spielt meist ernsthafte Typen, darunter Polizisten, Geistliche, Lehrer, Techniker usw. 2001 spielte er „Bob Garland“ in Donnie Darko. Ab 2008 spielte er den Lehrer „Mr. Howard“ in der Serie iCarly
Insgesamt wirkte er in über 110 Film- und Fernsehproduktionen in Nebenrollen mit.

## Filmografie (Auswahl)
- 1992: Man Trouble – Auf den Hund gekommen (Man Trouble)
- 1994: Emergency Room – Die Notaufnahme (ER, Fernsehserie, Folge 1x10)
- 1996: Black Sheep
- 1996: Space 2063 (Space: Above and Beyond, Fernsehserie, 3 Folgen)
- 1997: Alien – Die Wiedergeburt (Alien: Resurrection)
- 1997: L.A. Confidential
- 1997: Contact
- 1997: Vergessene Welt: Jurassic Park (The Lost World: Jurassic Park)
- 2001: Donnie Darko
- 2001–2005: The West Wing – Im Zentrum der Macht (The West Wing, Fernsehserie, 3 Folgen)
- 2003: S.W.A.T. – Die Spezialeinheit (S.W.A.T.)
- 2008–2012: iCarly (Fernsehserie, 7 Folgen)
- 2011: Sarah & Harley – Eine Freundschaft für immer (Harley’s Hill)
- 2011: Transformers 3 (Transformers: Dark of the Moon)
- 2012, 2015: Community (Fernsehserie, 2 Folgen)
- 2020: Perry Mason (Fernsehserie, 3 Folgen)